# Labasa Football Club
Maillots
Actualités
Labassa FC est un club de football fidjien basée à Labasa et qui joue en première division de la Fédération des Fidji de football. L'équipe exerce dans la plus grande ville de la deuxième plus grande ile, Vanua Levu, et leur stade est Subrail Park. Leur tenue comprend un maillot rayé rouge et blanc, et un short rouge avec des chaussettes rouges.

## Palmarès
- Championnat des Fidji de football  (2)
  - Champion : 1991, 2007
  - Vice-champion : 1994, 1997, 2008, 2011

- Inter-District Championship  (2) 
  - Champion : 1992, 1994

- Coupe des Fidji de football (4)
  - Champion : 1992, 1997, 1999, 2015
  - Finaliste : 1991, 1995, 2002, 2006, 2007, 2008, 2011, 2018, 2022

- Battle of the Giants (1)
  - Vainqueur : 1997

- Fiji Football Association Cup Tournament (2)
  - Vainqueur : 1992, 1999

- Champions versus Champions (1)
  - Vainqueur : 2007